# Soleil d'automne (film, 1985)
Pour les articles homonymes, voir Soleil d'automne.
Pour plus de détails, voir Fiche technique et Distribution.
Soleil d'automne (Twice in a Lifetime) est un film américain réalisé par Bud Yorkin, sorti en 1985.

## Fiche technique
- Titre : Soleil d'automne
- Titre original : Twice in a Lifetime
- Réalisation : Bud Yorkin
- Scénario : Colin Welland
- Photographie : Nick McLean (en)
- Montage : Robert C. Jones
- Musique : Pat Metheny (chanson Twice in a Lifetime, écrite et interprétée par Paul McCartney)
- Production : David Salven et Bud Yorkin
- Pays de production :  États-Unis
- Format : Couleurs - 1,85:1 - Dolby
- Genre : Drame, romance
- Durée : 111 minutes
- Date de sortie : 1985

## Distribution
- Gene Hackman (VF : Marc Cassot) : Harry MacKenzie
- Ann-Margret : Audrey Minelli
- Ellen Burstyn : Kate MacKenzie
- Amy Madigan : Sunny
- Ally Sheedy : Helen
- Stephen Lang : Keith
- Darrell Larson : Jerry
- Brian Dennehy : Nick
- Ken Clark